# Zar (película)
Zar (del ruso: Царь) es una película rusa de 2009 dirigida por Pável Lunguín. Participó en la sección Un Certain Regard del Festival de Cine de Cannes 2009. La película está basada en la figura de Iván el Terrible, interpretado por Piotr Mamónov.

## Argumento
La película se desarrolla entre los años 1566 y 1569 durante la era de la Opríchnina y la Guerra de Livonia. La película comienza en el momento en que murió el metropolita ruso ortodoxo Afanasi y el zar Iván IV ha convocado a su amigo de la infancia, el higúmeno Filip Kolychov, del monasterio de Solovetsky. La película está dividida en cuatro partes.

## Reparto
- Piotr Mamónov como Iván el Terrible.
- Oleg Yankovski como Filip II, Metropolita de Moscú.
- Anastasiya Dontsova como Masha.
- Aleksandr Domogárov como Alekséi Basmánov.
- Aleksandr Ilyín como Fedka Basmánov.
- Ramilyá Iskander como María Temryúkovna.
- Ville Haapasalo como Heinrich von Staden.
- Alekséi Frandetti como Kai-Bulat.
- Iván Ojlobystin como Vassián.
- Yuri Kuznetsov como Maliuta Skurátov.
- Alekséi Makárov como voivoda Iván Kolychov.